# Teoria do ajuste
Em macroeconomia, teoria do ajuste (em inglês matching theory ou search and matching theory) é um quadro matemático descrevendo a formação ao longo do tempo de relações mutuamente benéficas.
Fornece uma forma de modelar mercados onde fricções impedem o ajuste instantâneo do nível de atividade económica.
Entre outras aplicações, é usado no estudo do desemprego friccional.
O elemento chave que distingue a teoria do ajuste das outras abordagens de modelos macroeconómicos é a presença de uma função de ajuste.
A teoria do ajuste teve particular influência na economia do trabalho, onde foi usada para descrever a formação de novos empregos, mas também foi usada para descrever outras relações humanas, tais como o casamento. A teoria do ajuste está estreitamente ligada a um quadro anterior intitulado, em inglês, por search theory (teoria da busca), que era relativamente mais usada em microeconomia.
Um dos fundadores da teoria do ajuste é Dale Mortensen da Northwestern University. Um livro didático sobre a teoria do ajuste é "Equilibrium Unemployment Theory" de Christopher Pissarides'.